# Constantin Afanassiev
Pour les articles homonymes, voir Afanassiev.
Constantin Afanassiev (Saint-Pétersbourg, 1793 — Saint-Pétersbourg, 1857) est un graveur, dessinateur, aquarelliste et lithographe russe.

## Biographie

### Jeunesse et formation
Constantin Yakovlevitch Afanassiev naît le 31 mai 1793 à Saint-Pétersbourg, dans l'Empire russe,.
Son père, maître des monnaies à la Monnaie de Saint-Pétersbourg, meurt alors que Constantin est encore jeune. Le 1er mars 1801, sa mère l'envoie à l'Académie russe des beaux-arts pour qu'il y poursuive son éducation. Afanassiev étudie auprès des graveurs Ignaz Sebastian Klauber puis Nikolaï Outkine. Il reçoit la deuxième médaille d'argent en 1810 pour un dessin d'après nature, puis une première médaille d'argent en 1814, et achève sa formation en 1815. Il reste à l'Académie où il termine en 1818 les gravures Saint Jérôme d'après un dessin d'Egorov, pour laquelle il reçoit le titre d'artiste, et La Mort de Jung-Stilling (d'après une estampe de Krieger),,.

### Carrière
Afanassiev s'installe ensuite à Pavlovsk, dans la banlieue de Saint-Pétersbourg, où il reste sept ans. Il peint à l'aquarelle de nombreuses vues de cette ville à destination de l'album de l'impératrice douairière Marie Féodorovna.
Graveur « très travailleur et talentueux », Afanassiev réalise 448 planches en près de quarante ans de carrière activité artistique. Pionnier de la lithographe en Russie, il est aussi le premier à se lancer dans la gravure sur acier,,.

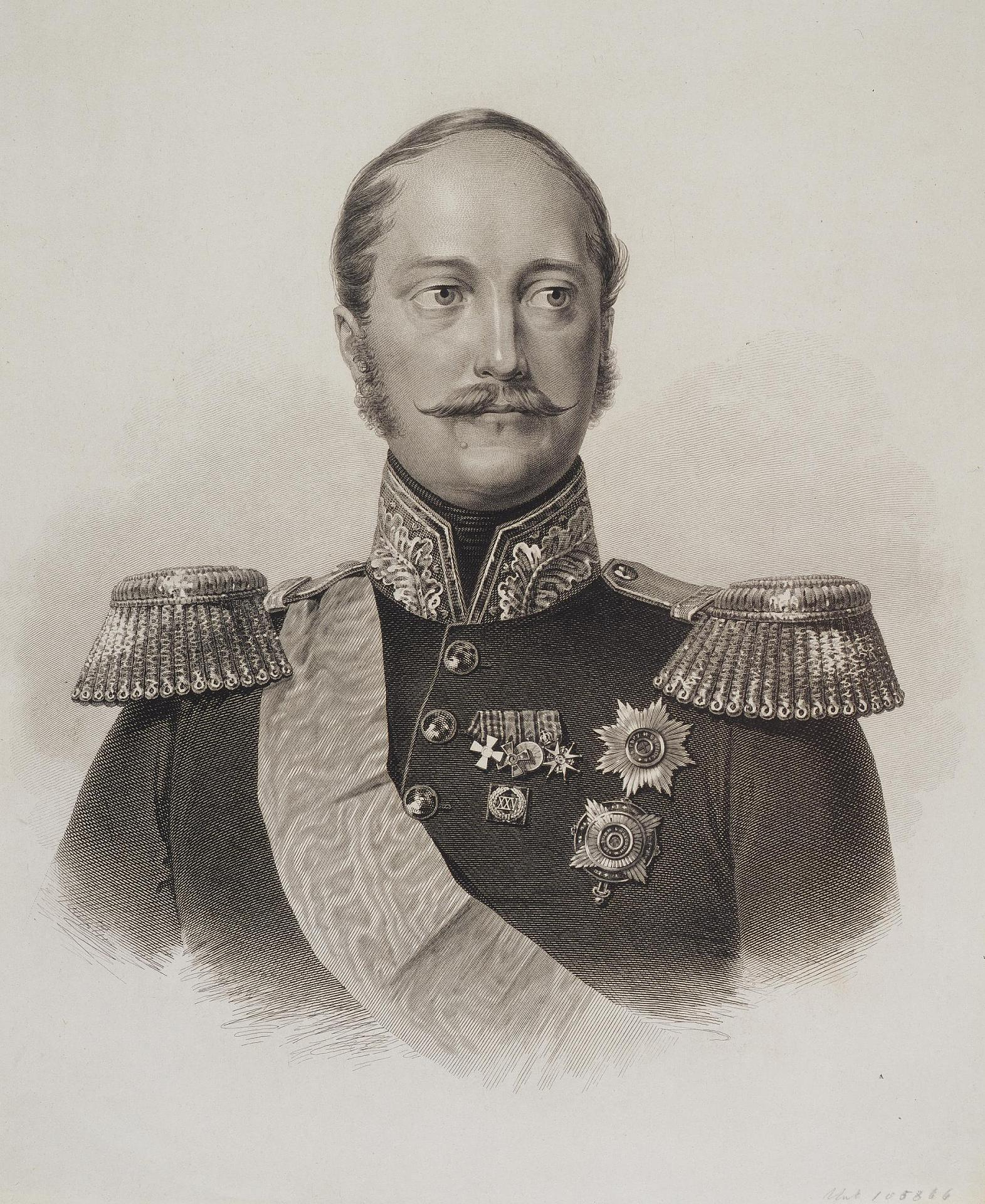
Portrait de Nikolaï Pavlovitch (1852, Musée de l'Ermitage).

Le 30 septembre 1838, Afanassiev reçoit le titre d'académicien pour Vue du monument à N. M. Karamzine en construction à Simbirsk, d'après Karl Brioullov,. Parmi les meilleures œuvres d'Afanassiev figurent le portrait de l'académicien Koehler d'après un dessin de Kruger, celui d'Outkine, celui de l'empereur Nikolaï Pavlovitch, ainsi que les vignettes pour l'état-major,.
Constantin Afanassiev meurt à Saint-Pétersbourg le 15 octobre 1857, à l'âge de 64 ans,.

## Œuvre
Constantin Afanassiev ne signe pas son nom dans la plupart de ses œuvres, c'est pourquoi il jouit de peu de renommée de son vivant.
Sobko donne néanmoins une liste détaillée de toutes les œuvres d’Afanassiev par ordre chronologique dans son Dictionnaire des artistes russes.